# Szaloncukor

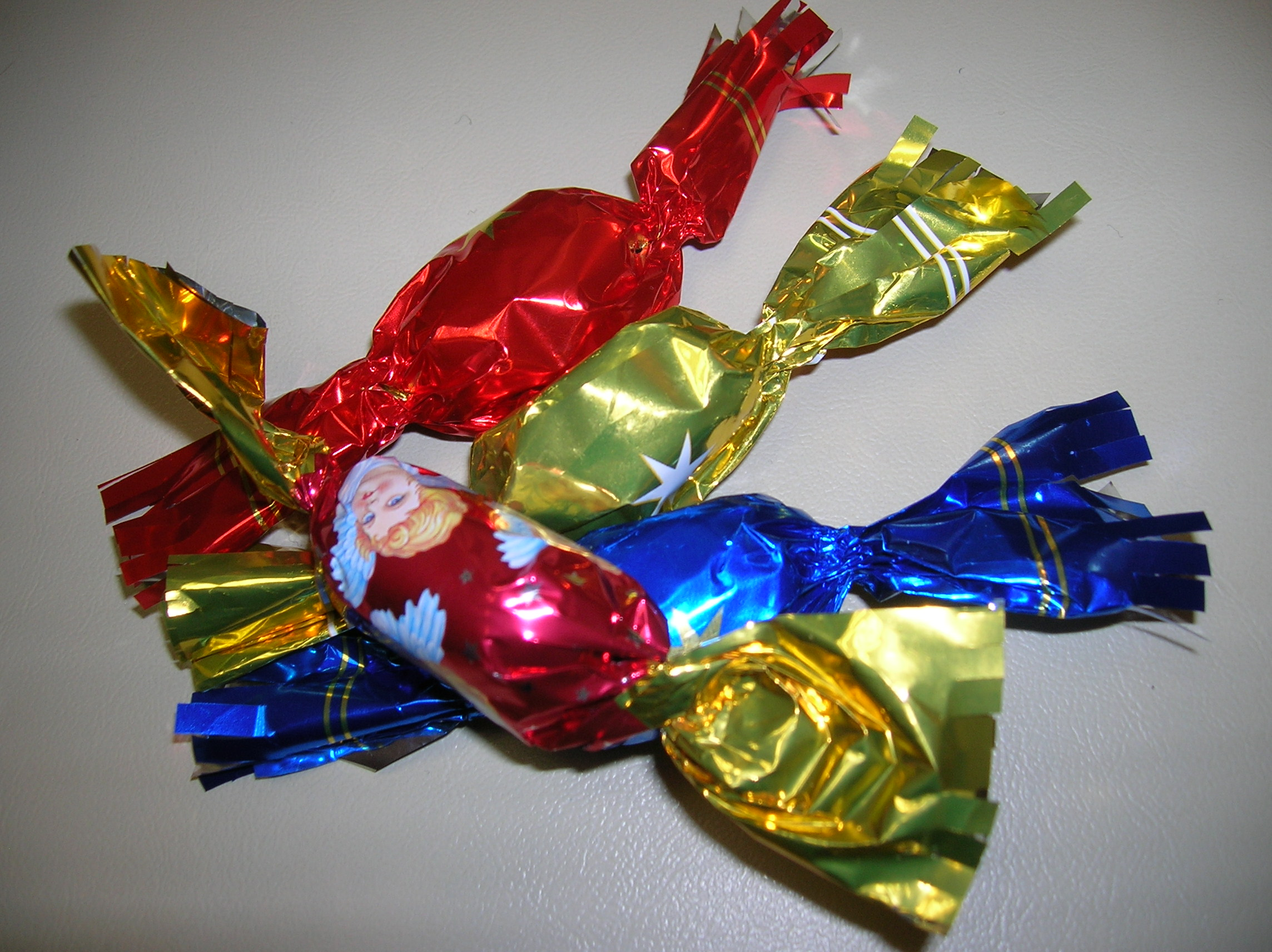
Szaloncukor

Szaloncukor – popularna nazwa pralinek związanych z Bożym Narodzeniem na Węgrzech. Cukierki z początku nadziewane były fondantem. Współcześnie nadziewa się je masą z orzechów laskowych, kokosową, karmelową, marcepanową a nawet galaretką.
Cukierki te służą także jako ozdoba choinkowa. Dawniej mogły sobie na to pozwolić tylko zamożne rodziny, które wystawiały swoje udekorowane drzewka na widok gości – stąd nazwa Szaloncukor.